# Кастийон (кантон Арти-э-Пеи-де-Субестр)
Кастийо́н (фр. Castillon) — коммуна во Франции, находится в регионе Аквитания. Департамент — Атлантические Пиренеи. Входит в состав кантона Арти-э-Пеи-де-Субестр. Округ коммуны — По.
Код INSEE коммуны — 64181.

## География
Коммуна расположена приблизительно в 640 км к югу от Парижа, в 155 км южнее Бордо, в 25 км к северо-западу от По.

### Климат
Климат тёплый океанический. Зима мягкая, средняя температура января — от +5°С до +13°С, температуры ниже −10 °C бывают редко. Снег выпадает около 15 дней в году с ноября по апрель. Максимальная температура летом порядка 20-30 °C, выше 35 °C бывает очень редко. Количество осадков высокое, порядка 1100 мм в год. Характерна безветренная погода, сильные ветры очень редки.

## Население
Население коммуны на 2010 год составляло 289 человек.
| 1962 | 1968 | 1975 | 1982 | 1990 | 1999 | 2010 |
| ---- | ---- | ---- | ---- | ---- | ---- | ---- |
| 190  | 181  | 171  | 173  | 225  | 244  | 289  |

## Администрация
| Период | Период | Фамилия      | Партия | Примечания |
| ------ | ------ | ------------ | ------ | ---------- |
| 1995   | 2020   | Мишель Дарет |        |            |

## Экономика
В 2010 году среди 183 человек трудоспособного возраста (15-64 лет) 121 были экономически активными, 62 — неактивными (показатель активности — 66,1 %, в 1999 году было 66,5 %). Из 121 активных жителей работали 119 человек (70 мужчин и 49 женщин), безработных было 2 (1 мужчина и 1 женщина). Среди 62 неактивных 13 человек были учениками или студентами, 23 — пенсионерами, 26 были неактивными по другим причинам.

## Фотогалерея
- Въезд в Кастийон
- Кастийон
- Церковь
- Мэрия
- Школа